# Белско-Живешка епархия
Белско-Живешката епархия (на полски: Diecezja bielsko-żywiecka; на латински: Dioecesis Bielscensis-Zyviecensis) е административно-териториална единица на католическата църква в Полша, западен обред. Суфраганна епископия на Краковската митрополия. Установена е на 25 март 1992 година с булата „Totus Tuus Poloniae Populus“ на папа Йоан-Павел II. Заема площ от 3 000 км2 и има 667 000 верни. Седалище на епископа е град Белско-Бяла.

## Деканати
В състава на епархията влизат двадесет и два деканата.
| - Белско-Бяла I – Централни (деканат) - Белско-Бяла II – Старобелски (деканат) - Белско-Бяла III – Всходни (деканат) - Вилямовицки деканат - Вишлянски деканат - Голешовски деканат - Живецки деканат - Истебнянски деканат | - Йелешнянски деканат - Кенцки деканат - Лодиговицки деканат - Мендзибродзки деканат - Мольовски деканат - Ошвенчимски деканат - Ошецки деканат - Раджеховски деканат | - Скочовски деканат - Струменски деканат - Чеховицки деканат - Чешински деканат - Явишовицки деканат - Яшеницки деканат |